# SN 1986O
SN 1986O – supernowa typu Ia odkryta 20 grudnia 1986 roku w galaktyce NGC 2227. W momencie odkrycia miała maksymalną jasność 14,00m.